# Orleanês
Orleanês (em francês Orléanais) é uma antiga Província da França, em torno das cidades de Orleães, Chartres e Blois.

## Etimologia
O nome vem de Orléans, a principal cidade da província e capital tradicional. Foi então nomeado para a região em torno desta cidade.

## Geografia e dialeto históricos
Em um sentido geográfico da região em torno de Orléans é às vezes conhecida como o Orléanais, mas este é um pouco menor do que a antiga província.
Orleanês também era um dialeto da língua francesa falada nesta Província até o início do século XIX.

## História
Começou como uma colônia romana chamada Cenabum ou Genabum e foi queimada por Caius Julius Caesar em 52 a.C. e foi reconstruída por Lucius Domitius Aurelius (chamado de Aureliano, onde eles deram o nome de Orléans). Foi uma das principais Províncias de França e dividiu-se muito antes da Revolução Francesa. Ao redor desta cidade começou a ser constituída a nação francesa, castelos foram construídos nas duas margens do Rio Loire e a Diocese de Orléans foi formada para fins eclesiásticos. Estava na posse da Casa dos Capeto, antes da chegada de Hugo Capeto ao trono da França em 987 d.C..
Em 1334 Felipe VI concedeu o título de Duque a Felipe de Valois, um de seus filhos mais jovens.
Os ingleses a cercaram durante a Guerra dos Cem Anos (1428-1429) e a conquistaram, mais tarde ela voltaria aos franceses em 1492 por Joana d'Arc, heroína francesa, também conhecida como a Donzela de Orléans.
Foi ocupada por tropas prussianas durante a Guerra Franco-Prussiana, e durante a Segunda Guerra Mundial, a cidade de Orléans foi bombardeada pelo exército nazista.